# Вероніка II
Вероніка II (д/н — 1758) — 15-й нгола (володар) незалежної держави Ндонго і 11-й нгола держави Матамба в 1756—1758 роках.

## Життєпис
Походила з династії Гутерреш. Стосовно батьків точаться суперечки: за однією версією була старшою донькою нголи Анни II, за іншою — небогою, яка та вдочирила. 1756 року посіла трон. Але у 1758 році внаслідок змови Вероніку II було повалено сестрою Анною III. Колишню правительку обезголовлено.

## Родина
- Кальвете ка Мбанді (д/н—1810), нгола Матамби-Ндонго